# پل هابا
پل هابا (انگلیسی: Paul Haba؛ زادهٔ ۱۴ ژوئیهٔ ۱۹۵۹) دونده سرعت اهل گینه بود.